# 松井正三
松井 正三（まつい しょうぞう、1890年1月23日 - 1984年5月3日)は、明治-昭和時代の歌舞伎狂言方。

## 人物・略歴
1890年（明治23年）、大阪府大阪市で生まれる。
尋常小学校卒業後、12歳で狂言方の勝寅助に弟子入り、舞台装置、小道具、仕掛けの製作にたずさわる。
とりわけ「伊達の十役」で市川猿之助演じる妖術使いが、術を使って中空を飛び去る“宙乗り”や「石川五右衛門」の“つづら抜け”などのケレン等の方法を熟知、関西歌舞伎の歌舞伎界の生き字引のひとりとして活躍した。
1984年（昭和59年）、94歳で他界。

## 主な受賞歴
- 1967年 - 勲七等瑞宝章
- 1969年 - 大阪府民劇場奨励賞
- 1975年 - 日本演劇協会賞、国立劇場賞、大阪日日賞
- 1978年 - 伊藤熹朔賞（新人賞 特別賞）[2]
- 1979年 - 芸能功労表彰、大阪文化賞、日本舞台テレビ美術家協会特別賞
- 1981年 - 伝統文化ポーラ賞（特賞 第1回）

## 著書
- 『歌舞伎舞台装置のケレンとカラクリ』1980年 日本舞台テレビ美術家協会関西支部